# Yukimi Nagano
Yukimi Eleanora Nagano (Gotemburgo, 31 de Janeiro de 1982) é uma cantora sueca, nascida em Gotemburgo, filha de um japonês e de uma norte-americana de origem sueca. Cresceu ouvindo Folk norte-americano por causa da sua mãe, mas sempre teve mais afinidade musical para com o R&B. A sua voz é aguda e melódica, e Nagano tem várias parcerias com outros artistas e bandas, as quais empresta a sua voz.
Ela também é vocalista da banda Little Dragon, de Gotemburgo, que ela criou com um colega de escola e amigo, Erik Bodin (bateria) e também com Frederik Wallin (baixo) e Håkan Wirenstrand (teclas). Mesmo com a sua banda, Yukimi Nagano é mais conhecida pela sua participação em alguns temas de outra banda sueca, de jazz eletrónico Koop, especialmente no álbum "Island Blues".